# Anesteziologicko-resuscitační oddělení
Anesteziologicko-resuscitační oddělení (zkratka ARO) je strukturální jednotka zdravotnického zařízení akutní lůžkové péče, obvykle členěná na další podjednotky: lůžkovou (resuscitační) stanici, anesteziologický úsek, anesteziologickou ambulanci a někdy také ambulanci bolesti. Péči o pacienty zajišťují lékaři - specialisté v t.č. pětiletém základním medicínském oboru Anesteziologie a intenzivní medicína, sestry - specialistky v oboru Intenzivní péče (dříve Anesteziologie, resuscitace a intenzivní péče - ARIP) a zdravotničtí záchranáři.  

## Úseky

### Lůžková stanice ARO
Lůžková stanice ARO představuje nejvyšší stupeň intenzivní péče ve zdravotnickém zařízení akutní lůžkové péče a je superiorní vůči oborovým jednotkám intenzivní péče (JIP). Jsou na ni přijímáni pacienti ve stavu probíhajícího selhání jedné či více základních životních funkcí, tedy vědomí, dýchání, oběhu a/nebo vnitřního prostředí bez ohledu na základní příčinu (vstupní diagnózu), v přímém ohrožení života nebo i pacienti, u nichž selhání základních životních funkcí hrozí. Specifikem stanice je nepřetržitá monitorace životních funkcí a dalších projevů pacienta ať už neinvazivními, či invazivními metodami, široká paleta možností přístrojové a farmakologické podpory orgánových funkcí a vysoká dostupnost takzvaných bed-side (u lůžka) vyšetřovacích metod, díky kterým jsou získávány údaje o stavu pacienta s minimálním zpožděním oproti konvenčním laboratorním a zobrazovacím metodám (vyšetření arteriálních plynů a parametrů acidobazické rovnováhy, identifikace poruch krevní srážlivosti, bed-side sonografie a mnohé další). Vzhledem k tomu, že většina pacientů vyžaduje určitou míru farmakologické analgosedace (pozitivní ovlivnění subjektivně nepříjemných vjemů včetně bolesti) a typicky i invazivní umělou plicní ventilaci, neustálý dohled a monitoraci, klade pobyt pacienta vysoké nároky zejména na nelékařský/ošetřovatelský personál, jeho erudici a mnohdy i fyzickou zdatnost. Oproti pracovištím intenzivní péče nižšího typu je proto zachováván poměr sestra:pacient 1:1-2. Součástí lůžkové stanice ARO je obvykle resuscitační tým (RT) nebo MET z anglického "medical emergency team" reagující na tísňová volání z dalších oddělení zdravotnického zařízení v případě, že dojde k akutnímu zhoršení stavu pacienta hospitalizovaného mimo jednotky intenzivní péče a tento stav podle předem definovaných kritérií (kombinace klinického nálezu a měřených veličin vitálních funkcí) splňuje podmínky k aktivaci takového týmu. Pro tuto práci disponují RT/MET materiálním a technickým vybavením odpovídajícím zhruba vybavení posádek rychlé lékařské pomoci, vyjma transportních a fixačních prostředků.

### Anesteziologický úsek
Anesteziologický úsek je představován dvoučlennými anesteziologickými týmy ve složení lékař+sestra poskytujícími anestezii, ať už celkovou nebo regionální, nebo analgosedaci u operačních a diagnostických výkonů akutních i plánovaných. Podstatou práce  anesteziologických týmů je nepřetržitá monitorace životních funkcí během operačního/diagnostického výkonu, adekvátní reakce na registrované změny, zajištění bezbolestnosti a eliminace subjektivně nepříjemných vjemů, ať už aplikací tzv. doplňované celkové anestezie obvykle s invazivním zajištěním dýchacích cest a umělou plicní ventilací, či aplikací anestezie svodné, kdy jsou ovlivňovány pouze některé části nervového systému zavedením tzv. neuroaxiálních technik (spinální a epidurální anestezie) nebo technik lokálních (ovlivnění konkrétního nervu či jejich svazků). Práce anesteziologického týmu má významný přesah do pooperační péče a zahrnuje monitoraci životních funkcí do spolehlivého odeznění účinků podaných anestetik na tzv. zotavovacím pokoji, preskripce léků proti bolesti pro bezprostřední pooperační období a další. Jako tzv. anesteziologický dohled se označuje vyžádaná přítomnost anesteziologického týmu v případě diagnostického či operačního výkonu, který primárně svou povahou sice sofistikovanou anesteziologickou péči nevyžaduje, nicméně pacient vykazuje známky hrozící nestability životních funkcí nebo jsou u něj identifikována jiná rizika, například nejasné anamnestické údaje o alergiích (např. na kontrastní látky k zobrazovacím vyšetřením) apod.

### Anesteziologická ambulance
Anesteziologická ambulance je ambulantní pracoviště obsluhované lékařem a sestrou, kteří provádějí tzv. předanestetické vyšetření u pacientů plánovaných k operačnímu/diagnostickému výkonu s potřebou sofistikované anesteziologické péče. Na podkladě předem zpracovaného interního vyšetření, laboratorních výstupů a popisu předepsaných zobrazovacích vyšetření, jejichž písemný závěr si pacient přináší do ambulance s sebou, jsou zde s časovým předstihem identifikována anesteziologická rizika s ohledem na podstupovaný výkon, předpokládaný typ anestezie a anatomická specifika pacienta (anomálie dýchacích cest, patologie páteře aj.). Na základě zjištěných údajů, po pohovoru s pacientem a jeho specifickém vyšetření jsou stanoveny optimální postupy předoperační přípravy a vedení anestezie, nezřídka je však také vznesen požadavek na náročnější optimalizaci stavu či jeho došetření, není-li příprava nebo aktuální stav pacienta k plánovanému výkonu optimální. Vše s cílem maximálně snížit riziko komplikací, které by s operačním/diagnostickým výkonem a v souvislosti s poskytnutou anesteziologickou péčí mohly nastat.

### Ambulance bolesti
Ambulance bolesti je specifickým ambulantním pracovištěm, kde ambulantní péči poskytuje anesteziolog s nástavbovou specializací v oboru Algeziologie. Ambulantní péče je zde poskytována pacientům strádajícím chronickou bolestí trvající déle než 3-6 měsíců, jejíž příčina je diagnostikována, ale obtížně řešitelná nebo vůbec neovlivnitelná. Nejčastěji se jedná o bolesti zad, kloubů, hlavy, neuropatické bolesti nebo bolestivé stavy doprovázející pokročilá stadia onkologických onemocnění.